# Andrés Fabián Lasagni
Andrés Fabián Lasagni (geboren am 27. August 1977 in Cinco Saltos, Argentinien) ist ein argentinischer, italienischer und deutscher Materialwissenschaftler und Laserexperte. Er ist Professor an der Technischen Universität Dresden und leitet den Lehrstuhl für laserbasierte Fertigung.

## Leben
Lasagni wurde in Cinco Saltos, Argentinien, geboren. Er besuchte von 1991 bis 1996 die Armando Novelli Sekundarschule in derselben Stadt. Von 1997 bis 2002 studierte er Chemieingenieurwesen an der Universidad Nacional del Comahue in Neuquén, Argentinien. Im Jahr 2003 wanderte er nach Deutschland aus und promovierte an der Universität des Saarlandes mit einer Dissertation zum Thema „Advanced design of periodical structures by laser interference metallurgy“ (später Direct Laser Interference Patterning genannt). Im Jahr 2007 ging Lasagni mit einem Alexander von Humboldt-Stipendium an das Georgia Institute of Technology und die University of Michigan (USA), um seine Forschungen zur Laseroberflächenfunktionalisierung fortzusetzen. Im Jahr 2008 gründete er die Gruppe „Oberflächenfunktionalisierung“ am Fraunhofer IWS in Dresden und baute 2012 den Lehrstuhl für laserbasierte Fertigung auf. Lasagni ist Mitglied der Sächsischen Akademie der Wissenschaften zu Leipzig.

## Wissenschaftliche Beiträge
Lasagni arbeitet auf dem Gebiet der laserbasierten Bearbeitung, insbesondere der Oberflächenstrukturierung mit gepulsten Laserquellen. Er verfügt über mehr als 30 Patente (Stand 2022), viele davon im Zusammenhang mit verschiedenen optischen Konfigurationen für Direct Laser Interference Patterning sowie Anwendungen im Zusammenhang mit dieser Technologie. Seine Arbeit ermöglichte weltweit zum ersten Mal die Umsetzung dieser Technologie auf industrieller Ebene. Darüber hinaus befasst sich seine Forschung mit grundlegenden Aspekten der Beziehung zwischen Oberflächentopographie und Chemie und den funktionellen Eigenschaften von Oberflächen.

## Ehrungen und relevante Leistungen
- 2023: Mitglied der Deutschen Akademie der Technikwissenschaften (acatech).
- 2020: Mitglied der Sächsischen Akademie der Wissenschaften zu Leipzig, Deutschland.[4]
- 2019: Domingo Faustino Sarmiento-Preis des Senats der argentinischen Nation für herausragende Leistungen auf dem Gebiet der Ingenieurwissenschaften, Buenos Aires, Argentinien.[5]
- 2017: Preis für Materialwissenschaft und Technologie 2017 der Federation of European Materials Societies (FEMS).[6]
- 2017: Reinhart-Koselleck-Stipendium der Deutschen Forschungsgemeinschaft (DFG), um herausragenden Forschern mit nachgewiesenen wissenschaftlichen Leistungen die Möglichkeit zu geben, besonders innovative oder risikoreiche Projekte zu verfolgen.
- 2016: Internationaler Berthold Leibinger Innovationspreis 2016 (2. Platz), Projekttitel: „Entwicklung eines Direct Laser Interference Patterning (DLIP) Systems“, Deutschland.[7]
- 2015: Green Photonics Award 2015 der International Society for Optics and Photonics (SPIE), Fabrication of highly efficient transparent metal thin film electrodes using Direct Laser Interference Patterning, San Francisco, USA.[8]
- 2013: Masing-Gedächtnispreis 2012 der Deutschen Gesellschaft für Materialkunde (DGM), verliehen an Nachwuchswissenschaftler mit herausragender wissenschaftlicher Karriere.[9]
- 2011: Deutscher Hightech-Meister in der Photovoltaik 2011 vom Bundesministerium für Bildung und Forschung (BMBF) und der Fraunhofer-Gesellschaft.[10]
- 2008: Fraunhofer-Attract-Stipendium der Fraunhofer-Gesellschaft, Deutschland.[11]
- 2007: Feodor-Lynen-Forschungsstipendium der Alexander von Humboldt-Stiftung, Deutschland.
- 2006: Werner-Köster-Preis der Deutschen Gesellschaft für Materialkunde (DGM) und des Carl Hanser Verlags (International Journal of Materials Research, 97, S. 1337–1344).[12]
- 2007: Fritz-Grasenick-Preis der Österreichischen Gesellschaft für Elektronenmikroskopie, zusammen mit Fernando Lasagni.[13]
- 2005: Ausgewählt zur Teilnahme an der 55. Tagung der Nobelpreisträger, Lindau, Deutschland.[14]